# Marie Paradis

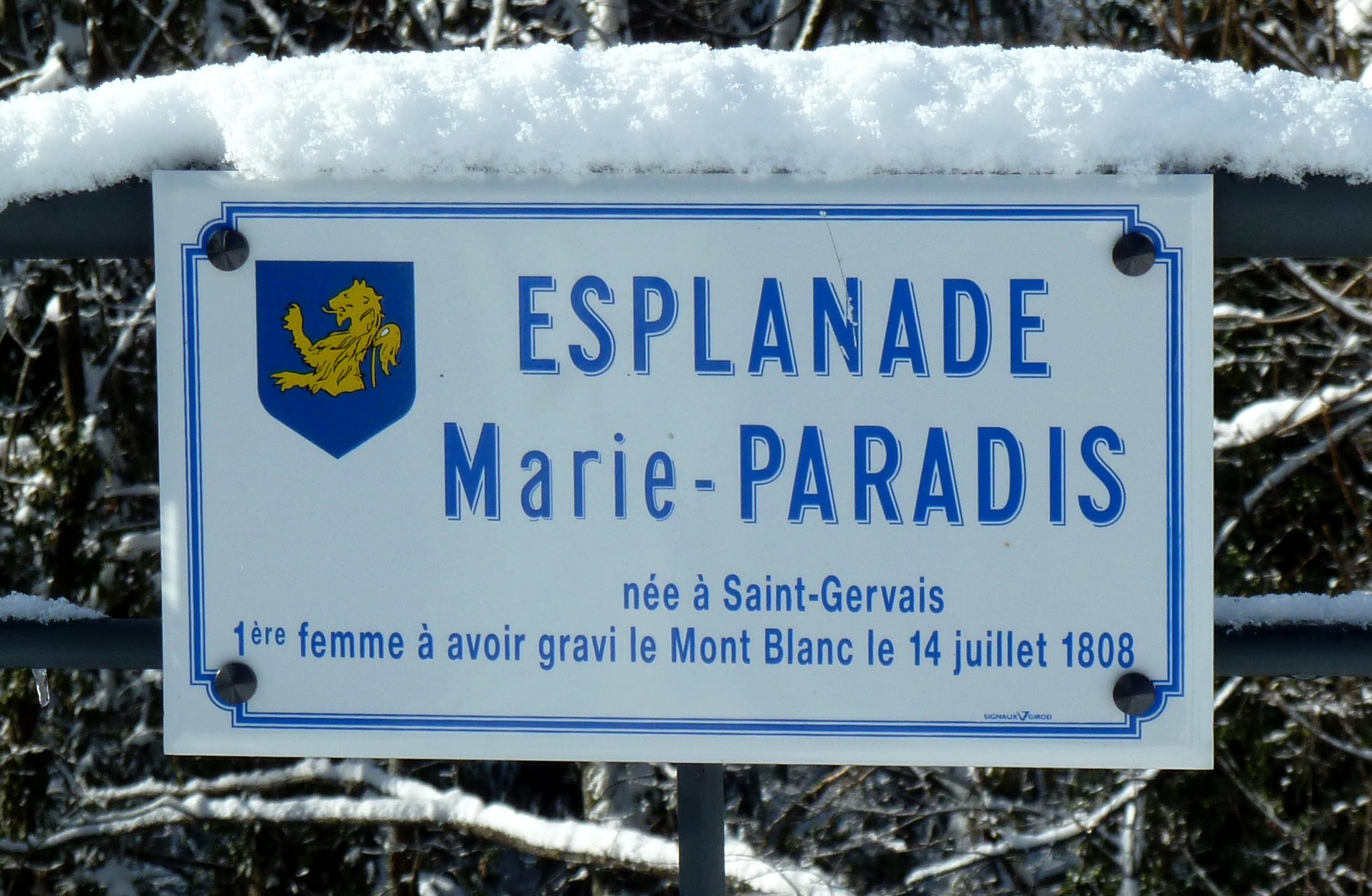
Ulica Marie Paradis w Saint-Gervais

Marie Paradis (ur. 12 lutego 1779 w Saint-Gervais (obecnie Saint-Gervais-les-Bains) - zm. 23 marca 1839 w Les Houches) – francuska pokojówka, pracująca na co dzień w Chamonix, która przeszła do historii jako pierwsza kobieta, która stanęła na wierzchołku góry Mont Blanc w Alpach. Miało to miejsce 14 lipca 1808 r.